# Zurich Film Festival
Das Zurich Film Festival (ZFF) findet seit 2005 jährlich ab Ende September in Zürich statt. 2018 hatte das Festival erstmals über 100'000 Besucher. Am 20. Zurich Film Festival, im Jahr 2024, verzeichnete das Festival mit 140'000 Besucherinnen und Besucher einen neuen Rekord und festigte damit seinen Ruf als zweitgrösstes Filmfestival im deutschsprachigen Raum.

## Überblick
In den zwei Wettbewerbskategorien «Spielfilm» und «Dokumentarfilm» sind jeweils erste, zweite und dritte Regiearbeiten zugelassen. Die Wettbewerbskategorie «Fokus», in der Filme aus dem deutschsprachigen Raum antraten, wurde 2023 zum letzten Mal durchgeführt. Die Gewinnerfilme werden von einer internationalen Jury mit dem Goldenen Auge ausgezeichnet. Sowohl Werke aus den Wettbewerbsreihen als auch solche von etablierten Filmemachern, die ausser Konkurrenz gezeigt werden, werden zumeist von den Filmschaffenden persönlich präsentiert. Jedes Jahr lädt das ZFF zudem bekannte Filmschaffende als Ehrengäste ein, die ebenfalls mit dem Goldenen Auge ausgezeichnet werden.
Neben dem Filmprogramm gehören zum Festival Rahmenprogramme wie die ZFF Academy oder der internationale Zurich Summit.
Das ZFF wird von der Zurich Film Festival AG und der Spoundation Motion Picture AG in Kooperation mit lokalen Institutionen und Sponsoren organisiert und arbeitet mit Verleihern und Produzenten aus dem In- und Ausland zusammen. Die Idee stammt von Karl Spoerri, der das Festival gemeinsam mit Nadja Schildknecht und Antoine Monot, Jr. gegründet hat. Spoerri (Künstlerischer und Strategischer Leiter) und Schildknecht (Geschäftsleitung) waren bis 2019 Co-Direktoren des Festivals. Im April 2019 wurde bekannt, dass Schildknecht und Spoerri sich 2020 aus dem operativen Geschäft des Zurich Film Festivals zurückziehen und ab 2020 als Verwaltungsräte der ZFF AG, die von 2016 bis 2025 mehrheitlich zur NZZ-Mediengruppe gehörte, tätig sein werden und in beratender Funktion wirken. Christian Jungen folgte Spoerri als künstlerischer Leiter des Zurich Film Festivals nach. Von Januar bis April 2020 war Christina Hanke Geschäftsführerin der Spoundation Motion Picture AG, mit Mai 2020 folgte ihr Elke Mayer nach. Im Oktober 2022 übernahm Jennifer Somm die Geschäftsführung der Spoundation Motion Picture AG, und im Januar 2024 wurde sie von Roger Crotti abgelöst.
Sitz des ZFF ist seit 2023 das geschichtsträchtige Studio Bellerive in Zürich, das auch als Geburtsort des Schweizer Fernsehens gilt.
Im Sommer 2023 hat das ZFF von den SBB den Zuschlag erhalten, die Kinos des in Konkurs gegangenen Kulturhauses Kosmos zu betreiben. Die sechs Säle wurden im Herbst 2023 unter dem Namen Frame wiedereröffnet und mit dem 19. Zurich Film Festival eingeweiht. Das Programm wird ganz nach dem Profil des ZFF gestaltet, von intelligentem Mainstream bis zu Dokumentarfilmen wird also eine breite Palette an Filmen gezeigt. Frame heissen die Säle, weil die Filme mit Einleitungen durch ZFF-Programmer gerahmt (Rahmen, englisch «frame») werden.

## Geschichte
Im Jahr 2004 holten Karl Spoerri und Tim Geser, das englische Digitalfilmfestival onedotzero_adventures in moving images nach Zürich. Vom 29. bis 31. Oktober 2004 fand das Festival in der Hochschule für Gestaltung und Kunst in Zürich statt. Aus dieser kleinen Veranstaltung entwickelte sich das Zurich Film Festival. Im Frühjahr 2005 gründeten Karl Spoerri, Nadja Schildknecht und Antoine Monot, Jr. die Spoundation Motion Picture GmbH, welche seither das Zurich Film Festival durchführt und von Karl Spoerri und Nadja Schildknecht geleitet wurde. Karl Spoerri fungierte als Künstlerischer Leiter des ZFF. Antoine Monot, Jr. war von der Gründung bis 2008 künstlerischer Leiter, bevor er diese Aufgabe an Karl Spoerri übergab und 2008 die deutschsprachige Reihe ins Leben rief und diese bis 2009 kuratierte.
Das 1. Zurich Film Festival (5. bis 9. Oktober 2005) wurde in den Kinos Plaza 1–6 im Zürcher Kreis 4 ausgetragen. Hauptfokus waren Debüts – in einer Wettbewerbsreihe wurden rund acht Erstlinge präsentiert. Weitere Filmreihen hiessen unter anderem «Debüt Classics» und «Züri Bellevue». Bereits im ersten Jahr besuchten 8'000 Interessierte das Festival. Die Reihe «onedotzero_ch» war bis 2011 jährlich Teil des ZFF. Schon als kleines Independent Filmfestival zeigten die Londoner Macher die ersten Arbeiten von Spike Jonze, Michel Gondry oder Chris Cunningham, bevor deren Namen einem breiten Publikum bekannt wurden.
2006 fand das 2. Zurich Film Festival (2. bis 6. Oktober 2006) in den Kinos Corso, Academy und Frosch statt. Neu war, dass die Goldenen Augen in drei Wettbewerbskategorien (Bester Nachwuchsspielfilm, Bester Nachwuchsdokumentarfilm sowie Debütspielfilm) vergeben wurden. Neue Programmreihe war unter anderem «Neue Welt Sicht», die bis heute besteht. Das 2. ZFF verzeichnete mehr als 18'000 Zuschauer und über 600 akkreditierte Branchenteilnehmer.
Einen grossen Sprung machte das junge Zurich Film Festival 2007, als es zum ersten Mal in der Länge von 11 Tagen durchgeführt wurde. Am 3. Zurich Film Festival (27. September bis 7. Oktober) wurden auf der Zürcher «Filmmeile» entlang des Limmatquais die Kinos Corso, Capitol, Frosch, Movie und Le Paris bespielt. Über 50 Welt-, Europa- oder Schweizer Premieren wurden an der Filmmeile entlang der Limmat präsentiert. Die Zuschauerzahl stieg innerhalb von drei Jahren auf 27'000. Ab diesem Jahr hatte das Zurich Film Festival ein Zentrum in der Stadt: ein grosses Zelt am Rathausplatz wurde Treffpunkt für Kinobegeisterte und Filmschaffende. Im Jahr 2007 wurde das Festival um ein Koproduktionsforum, das Zurich Coproduction Forum, erweitert.
Von 2008 bis 2012 konnte sich das Zurich Film Festival kontinuierlich weiterentwickeln und die Besucherzahl verdoppeln. Die beiden Kinos Corso und Le Paris wurden Hauptaustragungsorte der Filmvorführungen, 2011 kam neu das Kino Arena Sihlcity dazu.
Im Jahr 2009 wurde das Zurich Film Festival durch einen unglücklichen Vorfall überschattet. Ehrengast Roman Polański wurde bei seiner Einreise in die Schweiz verhaftet und für neun Monate unter Hausarrest gestellt. 2011 kehrte er ans Zurich Film Festival zurück, um seinen Ehrenpreis zwei Jahre verspätet abzuholen.
2011 erhielt das Zurich Film Festival von der Stadt Zürich zusätzlich Gastrecht auf dem Sechseläutenplatz, wo zum ersten Mal ein neues Zentrum errichtet werden konnte. Ebenso neu ist das Opernhaus Zürich als Austragungsort der glanzvollen Award Night etabliert worden. 2011 besuchten 51'000 Besucher das Zurich Film Festival. Zum ersten Mal bot das ZFF im Jahr 2011 Schulvorstellungen an. Im Jahr 2012 nahm das ZFF dann erstmals zwei Filme speziell für Kinder ab 6 Jahren und zwei Filme für Schüler der Primarstufe ins Programm auf.
Ab 2014 gab das ZFF vierteljährlich zusammen mit der NZZ am Sonntag das Filmmagazin Frame heraus, das im Dezember 2019 eingestellt wurde. Ab August 2016 beteiligte sich die NZZ-Mediengruppe an der Zurich Film Festival AG, der Veranstalterin des Zurich Film Festival, und an der Vermarktungsorganisation Spoundation Motion Picture AG. Per Juli 2025 veräusserte die NZZ-Mediengruppe das ZFF im Rahmen eines Management-Buy-outs, zehn Jahre nach der Übernahme. Die NZZ verpflichtete sich dabei als Hauptpartnerin für die drei folgenden Jahre. Als unabhängiges und privat getragenes Festival würde es dem ZFF im Gegensatz zur NZZ als Eigentümerin auch möglich sein, Subventionen zu erhalten oder auch Spenden.
Mit rund 90'500 Besuchern im Jahr 2016 (Vorjahr: 85'000) konnte das ZFF seine Zuschauerzahl um rund 6,5 % steigern. Mit 172 Filmen (Vorjahr: 161), darunter 43 Erstlingswerken (Vorjahr 36) und 17 Weltpremieren (Vorjahr 14) sowie 607 Gästen aus aller Welt (Vorjahr: 503) steigerte das ZFF seine Reichweite.
2019 wurden die Spielstätten des Festivals um das Kosmos in der Zürcher Langstrasse ergänzt., 2021 kam das neue Kongresshaus mit 1665 Plätzen als Spielstätte dazu. Ausserdem wurde die Filmreihe «Sounds» eingeführt.
2022 verzeichnete das 18. Zurich Film Festival 137'000 Besucher.
2024 feierte das Zurich Film Festival sein 20-jähriges Jubiläum mit einem fokussierteren Programm, das 100 Filme umfasste. Beim Management-Buyout im Jahr 2025 strebten die neuen Eigentümer Kooperationen mit anderen internationalen Filmfestivals an. Im Juli 2025 wurde der Verkauf des ZFF von der bisherige Besitzerin, der NZZ an das Management bekannt. Doris Fiala übernahm als Nachfolgerin von Roger Crotti das Präsidium des Verwaltungsrats des Zurich Film Festivals.

## Programmreihen und Sektionen

### Wettbewerb
Wettbewerbskategorien
Im Wettbewerb werden ausschliesslich erste, zweite und dritte Regiearbeiten in drei Kategorien (jeweils 10–14 Filme) präsentiert:
- Wettbewerb Fokus (Schweiz, Deutschland, Österreich) (bis 2023)
- Wettbewerb Spielfilm
- Wettbewerb Dokumentarfilm

Siehe unten: Preisträgerinnen und Preisträger.

### Filmselektionen ausser Konkurrenz
Gala Premieren
In der Sektion «Gala Premieren» werden jeden Abend in Anwesenheit von Regie und Cast spannend erwartete Filmpremieren etablierter Filmemacher gefeiert, wobei sowohl Spiel- als auch grössere Dokumentarfilmproduktionen gezeigt werden. Die Filme werden als Welt-, Europa-, deutschsprachige oder als Schweizer Premiere präsentiert.
Signatures
In der Reihe «Signatures» (früher «Special Screenings» genannt) zeigt das Zurich Film Festival eine Auswahl einzigartiger Festivalhits und brandneuer Filme aus den Bereichen Spiel- und Dokumentarfilm – ob künstlerisch, experimentell oder aus dem Leben gegriffen.
Hashtag
Die Reihe «Hashtag» widmet sich jedes Jahr einem Thema, das die Menschen weltweit bewegt oder bewegen wird. In der Reihe werden unterschiedliche Spiel- und Dokumentarfilme gezeigt, die das Thema aus verschiedenen Perspektiven beleuchten und auf den Punkt bringen. Bis jetzt standen folgende Themen im Fokus:
1. BigCityLife (2024)
2. Masculinity (2023)
3. MyReligion (2022)
4. letSEXplore (2021)
5. GetUpStandUp (2020)
6. SpeakingTheTruth (2019)
7. BigData (2018)

Neue Welt Sicht
Die Reihe «Neue Welt Sicht» präsentiert jeweils das junge gegenwärtige Kino einer besonders interessanten Filmregion. Es werden aktuelle erste, zweite oder dritte Regiearbeiten (Spiel- oder Dokumentarfilme) des jeweiligen Gastlandes vorgeführt. Auch ein Kurzfilmblock, der in Zusammenarbeit mit den Internationalen Kurzfilmtagen Winterthur entsteht, gehört jeweils zu dieser Reihe.
| Jahr | Gastland    |
| ---- | ----------- |
| 2023 | Korea       |
| 2022 | Spanien     |
| 2021 | Tunesien    |
| 2020 | Frankreich  |
| 2019 | Kolumbien   |
| 2018 | Italien     |
| 2017 | Ungarn      |
| 2016 | Mexiko      |
| 2015 | Iran        |
| 2014 | Indien      |
| 2013 | Brasilien   |
| 2012 | Schweden    |
| 2011 | Türkei      |
| 2010 | Australien  |
| 2009 | Argentinien |
| 2008 | Israel      |
| 2007 | Russland    |

Border Lines
In der Reihe «Border Lines» präsentiert das Zurich Film Festival in Zusammenarbeit mit Amnesty International kurze und lange Filme, die sich mit Grenzsituationen auseinandersetzen: Mit aktuellen Themen des Weltgeschehens und humanitären Projekten, mit territorialen und sozialen Konflikten, mit Konflikten zwischen Individuum und Staat.
Window
Die Reihe «Window» besteht aus mehreren Fenstern, in denen  diverse cineastische Welt-Traditionen in den Vordergrund gerückt werden. Das «Hong Kong Window» ist eine Auswahl von brandneuen Filmperlen aus Hongkong und wird in Zusammenarbeit mit dem Hong Kong Economic and Trade Office, Berlin, organisiert. Das «San Sebastián Window» ist eine Auswahl von Filmen aus Spanien und Lateinamerika, die jeweils am San Sebastián International Film Festival vertreten sind.
Sounds
Die Sektion «Sounds» feiert die Beziehung vom Film zur Musik in all ihren Facetten. Mit einer Auswahl an Spiel- und Dokumentarfilmen wird die Tonspur ins Zentrum gerückt – ob der Film Musikerinnen und Musikern eine Bühne bietet, durch aussergewöhnliche Filmmusik besticht oder sich ganz grundsätzlich mit dem Thema Ton auseinandersetzt. Das Programm wird komplementiert durch zwei Spezialvorführungen: eine Live-Vertonung sowie eine Live-Kommentierung durch einen Filmkomponisten.
ZFF für Kinder
Am 9. Zurich Film Festival wurde das Kinderprogramm mit einem separaten Publikumspreis ausgebaut. Ziel der Filmreihe ist, Kindern und Jugendlichen anspruchsvolle Filmkultur jenseits des Mainstreams nahezubringen und ihre Medienkompetenz in einer von Bildern dominierten Welt zu stärken. Die Kinderfilme für die Primarstufe werden im Original gezeigt und parallel live auf Deutsch eingesprochen. Für die Sekundarstufe werden entweder deutschsprachige Filme gezeigt oder fremdsprachige Filme mit deutschen Untertiteln angeboten. Seit 2020 gibt es ein ganzjähriges ZFF für das Kinderprogramm, bestehend aus Workshops und Kinovorstellungen. Es findet jeden zweiten Monat an einem Samstag statt.
ZFF Series
Beim 10. Zurich Film Festival 2014 wurde eine Sektion eingeführt, in der Serien gezeigt werden. Bis zur 13. Edition hiess diese ZFF TVision und wurde 2018 umbenannt in ZFF Series. Mit der Umbenennung wurde ein eigener kleiner Wettbewerb begonnen, sodass auch TV-Serien auf die grosse Leinwand gebracht werden, die in der globalen Fernsehwelt für Aufmerksamkeit sorgen und neue Trends signalisieren, der bis 2020 durchgeführt wurde. Ab dem Jahr 2022 wurden Serien nicht mehr in einer eigenen Sektion gezeigt.

## Ehrengäste und Preise

### A Tribute to…
A «Tribute to …» ehrt filmschaffende Persönlichkeiten, die die Filmgeschichte massgeblich beeinflusst haben. Die Preisträger nehmen den Preis in Zürich persönlich entgegen und nehmen meist als Speaker bei der ZFF Masters teil, wo sie ihre Erfahrungen und ihr Wissen mit den Teilnehmern teilen.
| Jahr | Name                     | Auszeichnung           |
| ---- | ------------------------ | ---------------------- |
| 2024 | Edward Berger            | A Tribute to ... Award |
| 2023 | Todd Haynes              | A Tribute to … Award   |
| 2022 | Luca Guadagnino          | A Tribute to … Award   |
| 2021 | Paolo Sorrentino         | A Tribute to … Award   |
| 2020 | Maïwenn                  | A Tribute to … Award   |
| 2019 | Roland Emmerich          | A Tribute to … Award   |
| 2018 | Wim Wenders              | A Tribute to … Award   |
| 2017 | Rob Reiner               | A Tribute to … Award   |
| 2016 | Olivier Assayas          | A Tribute to … Award   |
| 2015 | Mike Leigh               | A Tribute to … Award   |
| 2014 | Claire Denis             | A Tribute to … Award   |
| 2013 | Michael Haneke           | A Tribute to … Award   |
| 2012 | Tom Tykwer               | A Tribute to … Award   |
| 2011 | Paul Haggis              | A Tribute to … Award   |
| 2010 | Miloš Forman             | A Tribute to … Award   |
| 2009 | Roman Polański           | A Tribute to … Award   |
| 2008 | Costa-Gavras             | A Tribute to … Award   |
| 2007 | Oliver Stone             | A Tribute to … Award   |
| 2006 | Stephen Frears           | A Tribute to … Award   |
| 2005 | Rainer Werner Fassbinder | Retrospektive          |

### Golden Icon Award
2008 wurde zum ersten Mal der Golden Icon Award verliehen, ein Preis, der das Lebenswerk eines Schauspielers oder einer Schauspielerin würdigt. Diese Auszeichnung geht an eine Person, die zur Ikone einer ganzen Generation geworden und deren Performance und filmisches Schaffen unvergesslich geworden sind. Bisherige Preisträger umfassen:
| Jahr | Name                  | Auszeichnung      |
| ---- | --------------------- | ----------------- |
| 2025 | Colin Farrell         | Golden Icon Award |
| 2024 | Kate Winslet          | Golden Icon Award |
| 2023 | Jessica Chastain      | Golden Icon Award |
| 2022 | Sir Ben Kingsley      | Golden Icon Award |
| 2021 | Sharon Stone          | Golden Icon Award |
| 2020 | Juliette Binoche      | Golden Icon Award |
| 2019 | Cate Blanchett        | Golden Icon Award |
| 2018 | Judi Dench            | Golden Icon Award |
| 2017 | Glenn Close           | Golden Icon Award |
| 2016 | Hugh Grant            | Golden Icon Award |
| 2015 | Arnold Schwarzenegger | Golden Icon Award |
| 2014 | Diane Keaton          | Golden Icon Award |
| 2013 | Hugh Jackman          | Golden Icon Award |
| 2012 | Richard Gere          | Golden Icon Award |
| 2011 | Sean Penn             | Golden Icon Award |
| 2010 | Michael Douglas       | Golden Icon Award |
| 2009 | Morgan Freeman        | Golden Icon Award |
| 2008 | Sylvester Stallone    | Golden Icon Award |

### Career & Lifetime Achievement Awards
Der Career Achievement Award wird an eine Persönlichkeit verliehen, die sich im Bereich Produktion, Regie bzw. Interdisziplinarität ganz besonders ausgezeichnet hat. Die Preisträger werden mit einem Goldenen Auge geehrt. Mit dem Lifetime Achievement Award wird das Leben und Werk von Persönlichkeiten aus unterschiedlichen Sparten bedacht, die das Filmschaffen und die Filmgeschichte besonders bereichert und geprägt haben.
| Jahr | Name                                 | Auszeichnung                                                 |
| ---- | ------------------------------------ | ------------------------------------------------------------ |
| 2025 | Benedict Cumberbatch                 | Golden Eye Award                                             |
| 2025 | Hildur Guðnadóttir                   | Career Achievement Award                                     |
| 2024 | Pamela Anderson                      | Golden Eye Award                                             |
| 2024 | Alicia Vikander                      | Golden Eye Award                                             |
| 2024 | Jude Law                             | Golden Eye Award                                             |
| 2024 | Emil Steinberger                     | Lifetime Achievement Award                                   |
| 2024 | Howard Shore                         | Career Achievement Award                                     |
| 2023 | Mads Mikkelsen                       | Golden Eye Award                                             |
| 2023 | Diane Kruger                         | Golden Eye Award                                             |
| 2023 | Volker Bertelmann                    | Career Achievement Award                                     |
| 2023 | Michel Merkt                         | Career Achievement Award                                     |
| 2022 | Eddie Redmayne, Charlotte Gainsbourg | Golden Eye Award                                             |
|      | Rachel Portman                       | Career Achievement Award                                     |
| 2021 | Mychael Danna                        | Career Achievement Award                                     |
|      | Paul Schrader                        | Lifetime Achievement Award                                   |
|      | Andrey Mordovsky                     | Golden Eye Award                                             |
| 2020 | Iris Berben, Til Schweiger           | Golden Eye Award                                             |
|      | Rolf Lyssy                           | Career Achievement Award                                     |
| 2019 | Kristen Stewart                      | Golden Eye Award                                             |
| 2018 | Donald Sutherland                    | Lifetime Achievement Award                                   |
| 2017 | Aaron Sorkin                         | Career Achievement Award                                     |
|      | Andrew Garfield, Jake Gyllenhaal     | Golden Eye Award                                             |
| 2016 | Marcel Hoehn                         | Lifetime Achievement Award                                   |
|      | Lorenzo di Bonaventura               | Career Achievement Award                                     |
| 2015 | Armin Mueller-Stahl                  | Lifetime Achievement Award                                   |
|      | Steve Golin, Liam Hemsworth          | Career Achievement Award, Golden Eye Award: The New A-Lister |
| 2014 | Michael Shamberg                     | Career Achievement Award                                     |
|      | Hans Zimmer, John Malkovich          | Lifetime Achievement Award, Golden Eye Award                 |
| 2013 | Tim Bevan & Eric Fellner             | Career Achievement Award                                     |
|      | Harrison Ford                        | Lifetime Achievement Award                                   |
| 2012 | Jerry Weintraub                      | Career Achievement Award                                     |
|      | John Travolta, Helen Hunt            | Lifetime Achievement Award, Golden Eye Award                 |
| 2011 | Alejandro González Iñárritu          | Career Achievement Award                                     |
| 2010 | –                                    | –                                                            |
| 2009 | Michael Keaton                       | Lifetime Achievement Award                                   |

### DieGoldenen Augenund das Preisgeld
- Goldenes Auge: In jeder Kategorie vergibt eine eigene, international zusammengesetzte Jury ein Goldenes Auge für den besten Film. Der Preis ist mit CHF 25'000 (internationaler Spiel- und Dokumentarfilmwettbewerb) bzw. CHF 20'000 (Fokus) dotiert. Zusätzlich winken den Gewinnerfilmen Promotionsmassnahmen für den Verleih in der Schweiz.
- Schweizer Förderpreis (Emerging Swiss Talent Award): Nominiert sind alle Schweizer Produktionen (1., 2. oder 3. Kinofilm des Regisseurs), die am Festival laufen. Der Preis ist mit CHF 10'000 dotiert.
- Publikumspreis (Audience Award): Unter allen Wettbewerbsbeiträgen ermitteln die Zuschauer per Stimmzettel und Online-Voting ihren Lieblingsfilm, der an der Award-Night mit dem Publikumspreis ausgezeichnet wird.
- Kritikerpreis: Seit 2020 wird der Emerging Swiss Talent Award von einer Jury am ZFF an ein Schweizer Erstlingswerk vergeben. Bis 2019 vergab der Schweizerische Verband der Filmjournalisten und Filmjournalistinnen (SVFJ) den Critics’ Choice Award an den besten Debüt-Spielfilm aus den Wettbewerbskategorien Internationaler Spielfilmwettbewerb und Fokus Schweiz, Deutschland, Österreich.

#### Jurymitglieder
Die Goldenen Augen werden von jeweils einer internationalen Wettbewerbsjury vergeben, welche die Filme während des Festivals in Zürich gemeinsam mit dem Publikum sichtet. Die Jury ist in der Preisvergabe an keine besonderen Richtlinien gebunden, jedoch kann nur ein Film pro Kategorie mit einem Goldenen Auge ausgezeichnet werden.
| Jahr | Kategorie                                    | Präsident              | Jury                                                                                   |
| ---- | -------------------------------------------- | ---------------------- | -------------------------------------------------------------------------------------- |
| 2024 | Spielfilm                                    | Lee Daniels            | Souheila Yacoub, Jo Williams, Ewa Puszczyńska, Sophie Deraspe                          |
| 2024 | Dokumentarfilm                               | Kevin Macdonald        | Franziska Sonder, Vincent Kelner, Anna Hints, Ben Bernhard                             |
| 2023 | Spielfilm                                    | Anton Corbijn          | Finola Dwyer, Laure de Clermont-Tonnerre, Juho Kuosmanen, Bryce Nielsen                |
| 2023 | Dokumentarfilm                               | Feras Fayyad           | Monica Lazurean-Gorgan, Claudio Cea, Crystal Moselle, Shaunak Sen                      |
| 2023 | Fokus DE, AT, CH                             | Malte Grunert          | Gabrielle Tana, Katrin Renz, Heike Parplies, Sven Schelker                             |
| 2022 | Spielfilm                                    | Asghar Farhadi         | Clio Barnard, Daniel Dreifuss, Petra Volpe, Piodor Gustafsson                          |
| 2022 | Dokumentarfilm                               | Alexander Nanau        | Atanas Georgiev, Joëlle Bertossa, Nina Numankadić, Sushmit Ghosh                       |
| 2022 | Fokus DE, AT, CH                             | Christine Vachon       | Fred Baillif, Katharina Mückstein, Maria Fantastica Valmori, Roger Schawinski          |
| 2021 | Spielfilm                                    | Daniel Brühl           | Stéphanie Chuat, Dieter Kosslick, Andrea Cornwell                                      |
| 2021 | Dokumentarfilm                               | Asif Kapadia           | Hanka Kastelicová, Gregory Kershaw, Sophie Maintigneux, Michela Pini                   |
| 2021 | Fokus DE, AT, CH                             | Sönke Wortmann         | Caterina Mona, Pierre Monnard, Sandra Guldberg Kampp, Ada Solomon                      |
| 2020 | Spielfilm                                    | Michel Franco          | Karim Aïnouz, Ellen Harrington                                                         |
| 2020 | Dokumentarfilm                               | Witali Manski          | Gabriela Bussmann, Susanne Regina Meures                                               |
| 2020 | Fokus DE, AT, CH                             | Angelina Maccarone     | Edna Epelbaum, Sabine Moser, Francesco Rizzi, Dan Wechsler                             |
| 2019 | Spielfilm                                    | Oliver Stone           | Laura Bispuri, Ciro Guerra, Sebastian Koch, Tiziana Soudani                            |
| 2019 | Dokumentarfilm                               | Simon Chinn            | Christian Frei, Maryam Goormaghtigh, Anja Kofmel, Stephen Nemeth                       |
| 2019 | Fokus DE, AT, CH                             | Thomas Kufus           | Natascha Beller, Benjamin Herrmann, Marie Kreutzer, Aline Schmid                       |
| 2018 | Internationaler Spielfilm                    | Gabrielle Tana         | Ana Lily Amirpour, Ann Hui, Max Irons                                                  |
| 2018 | Internationaler Dokumentarfilm               | Dick Fontaine          | Talal Derki, Camilla Nielsson, Maya Zinshtein                                          |
| 2018 | Fokus DE, AT, CH                             | Barbara Albert         | Max Karli, Wolfgang Thaler, Markus Welter                                              |
| 2017 | Internationaler Spielfilm                    | Trine Dyrholm          | Mabel Cheung, Ed Guiney, Michel Merkt, Paul Negoescu, Lucas Ochoa                      |
| 2017 | Internationaler Dokumentarfilm               | Simon Kilmurry         | Gabór Hörcher, Hanna Polak, Patrik Soergel                                             |
| 2017 | Fokus DE, AT, CH                             | Quirin Berg            | Anne Fabini, Burhan Qurbani, Anne Walser                                               |
| 2016 | Internationaler Spielfilm                    | Lone Scherfig          | Graham Broadbent, David Farr, Sibel Kekilli                                            |
| 2016 | Internationaler Dokumentarfilm               | Mike Lerner            | Betzabé García, Firouzeh Khosrovani, Stéphane Kuthy, Nadav Schirman                    |
| 2016 | Fokus DE, AT, CH                             | Bettina Reitz          | Joel Basman, Nathalie Borgers, Micha Lewinsky, Devid Striesow                          |
| 2015 | Internationaler Spielfilm                    | Elizabeth Karlsen      | Rosa Attab, Yann Demange, Maria Furtwängler, Katja von Garnier                         |
| 2015 | Internationaler Dokumentarfilm               | Catherine Dussart      | Abbas Fahdel, Alexander Nanau, Havana Marking, Joelle Alexis                           |
| 2015 | Fokus DE, AT, CH                             | Nico Hofmann           | Nick Brandestini, Anika Decker, Alexander Fehling, Birgit Minichmayr                   |
| 2014 | Internationaler Spielfilm                    | Susanne Bier           | Donald De Line, Marie Masmonteil, Jasmila Zbanic                                       |
| 2014 | Internationaler Dokumentarfilm               | Steve James            | Nick Broomfield, Greg Gorman, Nishtha Jain                                             |
| 2014 | Fokus DE, AT, CH                             | Stefan Arndt           | Iris Berben, Jan-Ole Gerster, Peter Reichenbach, Anna Thommen                          |
| 2013 | Internationaler Spielfilm                    | Marc Forster           | Andrew Dominik, Thomas Imbach, Melissa Leo, Guneet Monga, Stacey Sher                  |
| 2013 | Internationaler Dokumentarfilm               | Elizabeth Radshaw      | Gabriel Mascaro, Ilian Metev, Eugene Panji                                             |
| 2013 | Deutschsprachiger Spielfilm                  | Veronica Ferres        | Jochen Laube, Rolf Lyssy, Manuela Stehr                                                |
| 2013 | Dokumentarfilmwettbewerb DE, AT, CH          | Markus Imhoof          | Tizza Covi, Sabine Gisiger                                                             |
| 2012 | Internationaler Spielfilm                    | Frank Darabont         | Deborah Aquila, Daniél Espinosa, Carlos Leal, Pietro Scalia, Michael Shamberg          |
| 2012 | Internationaler Dokumentarfilm               | Jessica Yu             | Mohamed Al-Daradji, Philippe Diaz, Janus Metz                                          |
| 2012 | Deutschsprachiger Spielfilm                  | Herbert Grönemeyer     | Peter Luisi, Florian Flicker, Julia Jentsch, Marcel Hoehn                              |
| 2012 | Deutschsprachiger Dokumentarfilm             | Gabriele Kranzelbinder | Martin Hagemann, Stefan Haupt, Mirjam von Arx                                          |
| 2011 | Internationaler Spielfilm                    | Laurence Fishburne     | Beki Probst, John Lesher, Paprika Steen, Alice Eve, Stefan Arsenjevic                  |
| 2011 | Internationaler Dokumentarfilm               | –                      | Charles Ferguson, John Battsek, Stephen Nemeth, Eline Flipse, Nino Kirtadze            |
| 2011 | Deutschsprachiger Spielfilm                  | –                      | Xavier Koller, Florian Keller, Pasquale Aleardi, Janine Jackowski, Florian Causen      |
| 2011 | Deutschsprachiger Dokumentarfilm             | –                      | Jacqueline Zünd, Christian Beetz, Güzin Kar, Vincent Lucassen                          |
| 2010 | Internationaler Spielfilm                    | Frank Langella         | Julia Solomonoff, Carlos Cuaron, Anatole Taubman, Sharon Swart, Barry Gifford          |
| 2010 | Internationaler Dokumentarfilm               | –                      | Chris Paine, Nenad Puhovski, Mark Lewis, Heidi Specogna, Jennifer Fox                  |
| 2010 | Deutschsprachiger Spielfilm                  | –                      | Johanna Wokalek, Christoph Schaub, Christof Neracher, Jessica Hausner, Frieder Wittich |
| 2009 | Internationaler Spielfilm                    | Debra Winger           | Pawel Pawlikowski, Randal Kleiser, Anahi Berneri, Dale Launer                          |
| 2009 | Internationaler Dokumentarfilm               | –                      | Peter Liechti, Erwin Wagenhofer, Elizabeth Wood                                        |
| 2009 | Deutschsprachiger Spielfilm                  | –                      | Niki Reiser, Martin Rapold, This Brunner                                               |
| 2008 | Internationaler Spielfilm                    | Peter Fonda            | Stephen Nemeth, Dror Shaul, Hervé Schneid, Michael Dougherty, Andrea Staka             |
| 2008 | Internationaler Dokumentarfilm               | –                      | Walter Hügli, Lorna Tee, Christian Frei                                                |
| 2007 | Internationale Spiel- und Dokumentarfilmjury | Albert S. Ruddy        | Moritz Bleibtreu, Justus von Dohnanyi, Bettina Oberli, Matthew Modine, Dieter Meier    |
| 2006 | Internationale Spiel- und Dokumentarfilmjury | Ed Pressman            | Michael Steiner, Jessica Schwarz, This Brunner, Ueli Steiger, Oliver Hirschbiegel      |
| 2005 | Internationale Spiel- und Dokumentarfilmjury | Hellmuth Karasek       | Sabine Timoteo, Sigried Narjes, Shane Walter                                           |

#### Preisträger
Mit dem Goldenen Auge zeichnet das Zurich Film Festival jeweils am letzten Samstag der Veranstaltung im Rahmen einer festlichen Award Night im Zürcher Opernhaus die Gewinner des Wettbewerbs aus. Weitere Preise werden durch externe Jurys vergeben.
| Jahr                                                     | Preis                                                    | Film                                                       | Regisseur                                      | Land                                                        |
| -------------------------------------------------------- | -------------------------------------------------------- | ---------------------------------------------------------- | ---------------------------------------------- | ----------------------------------------------------------- |
| 2024                                                     |                                                          |                                                            |                                                |                                                             |
| Spielfilm                                                | On Becoming a Guinea Fowl                                | Rungano Nyoni                                              | UK, Irland, Sambia                             |                                                             |
| Dokumentarfilm                                           | Black Box Diaries                                        | Shiori Itō                                                 | Japan, USA, UK                                 |                                                             |
| ZFF Kritikerpreis & Filmpreis der Zürcher Kirchen        | Les courageux                                            | Jasmin Gordon                                              | Schweiz                                        |                                                             |
| ZFF für Kinder – Jurypreis                               | Leeuwin                                                  | Raymond Grimbergen                                         | Niederlande                                    |                                                             |
| ZFF für Kinder – Publikumspreis                          | Die Heinzels – Neue Mützen, neue Mission                 | Ute von Münchow-Pohl                                       | Deutschland, Österreich                        |                                                             |
| 2023                                                     |                                                          |                                                            |                                                |                                                             |
| Spielfilm                                                | Hesitation Wound                                         | Selman Nacar                                               | Türkei, Spanien, Rumanien, Frankreich          |                                                             |
| Dokumentarfilm                                           | In The Rearview                                          | Maciek Hamela                                              | Polen, Frankreich, Ukraine                     |                                                             |
| Fokus                                                    | Hollywoodgate                                            | Ibrahim Nash'at                                            | Deutschland, USA                               |                                                             |
| Publikumspreis                                           | Queendom                                                 | Agnija Galdanowa                                           | USA, Frankreich                                |                                                             |
| Beste internationale Filmmusik                           |                                                          | Elliot Murphy                                              | Irland                                         |                                                             |
| Kinderjury                                               | Dancing Queen                                            | Aurora Gossé                                               | Norwegen                                       |                                                             |
| Publikumspreis ZFF für Kinder                            | Checker Tobi und die Reise zu den fliegenden Flüssen     | Johannes Honsell                                           | Deutschland                                    |                                                             |
| Preis der Kritikerjury und Filmpreis der Zürcher Kirchen | Las Toreras                                              | Jackie Brutsche                                            | Schweiz                                        |                                                             |
| 2022                                                     | Spielfilm                                                | Los reyes del mundo                                        | Laura Mora                                     | Kolumbien, Spanien, Norwegen, Luxemburg, Mexiko, Frankreich |
| 2022                                                     | Dokumentarfilm                                           | Sam Now                                                    | Reed Harkness                                  | USA                                                         |
| 2022                                                     | Fokus                                                    | Cascadeuses (Stuntwomen)                                   | Elena Avdija                                   | Schweiz, Frankreich                                         |
| 2022                                                     | Publikumspreis                                           | Becoming Giulia                                            | Laura Kaehr                                    | Schweiz                                                     |
| 2022                                                     | Beste internationale Filmmusik                           | Robert IJserinkhuijsen                                     |                                                | Niederlande                                                 |
| 2022                                                     | Science Film Award                                       | The Territory                                              | Alex Pritz                                     | Brasilien, Dänemark, USA                                    |
| 2022                                                     | Kinderjury                                               | Lucy ist jetzt Gangster                                    | Till Endemann                                  | Deutschland, Niederlande                                    |
| 2022                                                     | Publikumspreis ZFF für Kinder                            | My Robot Brother                                           | Frederik Meldal Nørgaard                       | Dänemark                                                    |
| 2022                                                     | Preis der Kritikerjury und Filmpreis der Zürcher Kirchen | Foudre (Thunder)                                           | Carmen Jaquier                                 | Schweiz                                                     |
| 2021                                                     | Spielfilm                                                | A Chiara                                                   | Jonas Carpignano                               | Italien                                                     |
| 2021                                                     | Dokumentarfilm                                           | Life of Ivanna (Zhizn Ivanny)                              | Renato Borrao Serrano                          | Russland                                                    |
| 2021                                                     | Fokus                                                    | La Mif (The Fam)                                           | Fred Baillif                                   | Schweiz                                                     |
| 2021                                                     | Publikumspreis                                           | Youth Topia                                                | Dennis Stormer                                 | Schweiz, Deutschland                                        |
| 2021                                                     | Beste Internationale Serie                               |                                                            |                                                |                                                             |
| 2021                                                     | Preis der Kritikerjury                                   | Azor                                                       | Andreas Fontana                                | Schweiz, Frankreich, Argentinien                            |
| 2021                                                     | Science Film Award                                       | All Light, Everywhere                                      | Theo Anthony                                   | USA                                                         |
| 2021                                                     | Kinderjury                                               | Le Loup et le Lion (The Wolf and the Lion)                 | Gilles de Maistre                              | Frankreich, Kanada                                          |
| 2021                                                     | Publikumspreis ZFF für Kinder                            |                                                            |                                                |                                                             |
| 2021                                                     | Filmpreis der Zürcher Kirchen                            | La Mif (The Fam)                                           | Fred Baillif                                   | Schweiz                                                     |
| 2020                                                     | Spielfilm                                                | Sin señas particulares / Was geschah mit Bus 670?          | Fernanda Valadez                               | Mexiko, Spanien                                             |
| 2020                                                     | Dokumentarfilm                                           | Time                                                       | Garrett Bradley                                | USA                                                         |
| 2020                                                     | Fokus                                                    | Hochwald                                                   | Evi Romen                                      | Österreich                                                  |
| 2020                                                     | Publikumspreis                                           | Sami, Joe und ich                                          | Karin Heberlein                                | Schweiz                                                     |
| 2020                                                     | Beste Internationale Serie                               | Cry Wolf                                                   | Maja Jul Larsen                                | Dänemark                                                    |
| 2020                                                     | Preis der Kritikerjury                                   | 80.000 Schnitzel                                           | Hannah Schweier                                | Deutschland                                                 |
| 2020                                                     | Science Film Award                                       | I Am Greta                                                 | Nathan Grossman                                | Schweden                                                    |
| 2020                                                     | Kinderjury                                               | The Club of Ugly Children                                  | Jonathan Elbers                                | Niederlande                                                 |
| 2020                                                     | Publikumspreis ZFF für Kinder                            | Little Crumb                                               | Diede In't Veld                                | Niederlande                                                 |
| 2020                                                     | Filmpreis der Zürcher Kirchen                            | Sami, Joe und ich                                          | Karin Heberlein                                | Schweiz                                                     |
| 2020                                                     | Treatment Award                                          | Fleisch und Blut                                           | Ares Ceylan                                    |                                                             |
| 2019                                                     | Spielfilm                                                | Sound of Metal                                             | Darius Marder                                  | Vereinigte Staaten                                          |
| 2019                                                     | Dokumentarfilm                                           | Collective / Kollektiv – Korruption tötet                  | Alexander Nanau                                | Rumänien, Luxemburg                                         |
| 2019                                                     | Fokus DE, AT, CH                                         | Systemsprenger                                             | Nora Fingscheidt                               | Deutschland                                                 |
| 2019                                                     | Publikumspreis                                           | Volunteer                                                  | Anna Thommen und Lorenz Nufer                  | Schweiz                                                     |
| 2019                                                     | Beste Internationale Serie                               | Just for today                                             | Nir Bergman und Ram Nehari                     | Israel                                                      |
| 2019                                                     | Science Film Award                                       | Bruno Manser – Die Stimme des Regenwaldes                  | Niklaus Hilber                                 | Schweiz, Österreich                                         |
| 2019                                                     | Kinderjury                                               | Zu weit weg                                                | Sarah Winkenstette                             | Deutschland                                                 |
| 2019                                                     | Filmpreis der Zürcher Kirchen                            | Waren einmal Revoluzzer                                    | Johanna Moder                                  | Österreich                                                  |
| 2018                                                     | Internationaler Spielfilm                                | Girl                                                       | Lukas Dhont                                    | Belgien, Niederlande                                        |
| 2018                                                     | Internationaler Dokumentarfilm                           | Heartbound                                                 | Janus Metz und Sine Plambech                   | Dänemark, Schweden, Niederlande                             |
| 2018                                                     | Fokus DE, AT, CH                                         | L’Animale                                                  | Katharina Mückstein                            | Österreich                                                  |
| 2018                                                     | Publikumspreis                                           | Cold November                                              | Ismet Sijarina                                 | Kosovo, Albanien, Mazedonien                                |
| 2018                                                     | Publikumspreis Kinderfilmreihe                           | Raoul Taburin                                              | Pierre Godeau                                  | Frankreich, Belgien                                         |
| 2018                                                     | Kritikerpreis                                            | The Guilty                                                 | Gustav Möller                                  | Dänemark                                                    |
| 2018                                                     | Kinderjury                                               | Los Bando                                                  | Christian Lo                                   | Norwegen, Schweden                                          |
| 2018                                                     | Treatment-Wettbewerb                                     | C.O.D.A. – Child Of Deaf Adults                            | Maurizius Staerkle Drux und Lenz Baumann       | Schweiz                                                     |
| 2018                                                     | Schweizer Förderpreis                                    | Walden                                                     | Daniel Zimmermann                              | Schweiz                                                     |
| 2017                                                     | Internationaler Spielfilm                                | Pop Aye                                                    | Kirsten Tan                                    | Singapur                                                    |
| 2017                                                     | Internationaler Dokumentarfilm                           | Machines                                                   | Rahul Jain                                     | Indien                                                      |
| 2017                                                     | Fokus DE, AT, CH                                         | Blue My Mind                                               | Lisa Brühlmann                                 | Schweiz                                                     |
| 2017                                                     | Publikumspreis                                           | A River Below                                              | Mark Grieco                                    | Vereinigte Staaten/Kolumbien                                |
| 2017                                                     | Publikumspreis Kinderfilmreihe                           | Die Häschenschule: Jagd nach dem goldenen Ei               | Ute von Münchow-Pohl                           | Deutschland                                                 |
| 2017                                                     | Kritikerpreis                                            | Blue My Mind                                               | Lisa Brühlmann                                 | Schweiz                                                     |
| 2017                                                     | Kinderjury                                               | Upp i det blå/Up in the Sky                                | Petter Lennstrand                              | Schweden                                                    |
| 2017                                                     | Treatment-Wettbewerb                                     | Secondo                                                    | Seraina Nyikos                                 | Schweiz                                                     |
| 2017                                                     | Schweizer Förderpreis                                    | Avant la fin de l’été                                      | Maryam Goormaghtigh                            | Schweiz                                                     |
| 2017                                                     | Filmpreis der Zürcher Kirchen                            | Blue My Mind                                               | Lisa Brühlmann                                 | Schweiz                                                     |
| 2016                                                     | Internationaler Spielfilm                                | Hymyilevä mies / The Happiest Day In The Life Of Olli Mäki | Juho Kuosmanen                                 | Finnland                                                    |
| 2016                                                     | Internationaler Dokumentarfilm                           | Madame B, histoire d’une Nord-Coréenne                     | Jero Yun                                       | Frankreich, Südkorea                                        |
| 2016                                                     | Fokus DE, AT, CH                                         | Stille Reserven                                            | Valentin Hitz                                  | Österreich                                                  |
| 2016                                                     | Publikumspreis                                           | When Two Worlds Collide                                    | Heidi Brandenburg und Mathew Orzel             | Peru                                                        |
| 2016                                                     | Publikumspreis Kinderfilmreihe                           | Geheimcode M.                                              | Dennis Bots                                    | Niederlande                                                 |
| 2016                                                     | Kritikerpreis                                            | Lady Macbeth                                               | William Oldroyd                                | Vereinigtes Königreich                                      |
| 2016                                                     | Kinderjury                                               | Ma vie de courgette                                        | Claude Barras                                  | Schweiz                                                     |
| 2016                                                     | Treatment-Wettbewerb                                     | Cold Turkey for Emergencies                                | Anna Schwingenschuh                            | Schweiz                                                     |
| 2016                                                     | Schweizer Förderpreis                                    | Europe, She Loves                                          | Jan Gassmann                                   | Schweiz                                                     |
| 2015                                                     | Internationaler Spielfilm                                | Hrútar                                                     | Grímur Hákonarson                              | Island                                                      |
| 2015                                                     | Internationaler Dokumentarfilm                           | Los reyes del pueblo que no existe                         | Betzabé García                                 | Mexiko                                                      |
| 2015                                                     | Fokus DE, AT, CH                                         | Thank You for Bombing                                      | Barbara Eder                                   | Österreich                                                  |
| 2015                                                     | Publikumspreis                                           | Amateur Teens                                              | Niklaus Hilber                                 | Schweiz                                                     |
| 2015                                                     | Publikumspreis Kinderfilmreihe                           | Supilinna Salaselts                                        | Margus Paju                                    | Estland                                                     |
| 2015                                                     | Kritikerpreis                                            | Pikadero                                                   | Ben Sharrock                                   | Spanien, UK                                                 |
| 2015                                                     | Treatment-Wettbewerb                                     | Renatas Erwachen                                           | Stefanie Klemm                                 | Schweiz                                                     |
| 2014                                                     | Internationaler Spielfilm                                | Una noche sin luna                                         | Germán Tejeira                                 | Uruguay                                                     |
| 2014                                                     | Internationaler Dokumentarfilm                           | Toto and his sisters                                       | Alexander Nanau                                | Rumänien                                                    |
| 2014                                                     | Fokus DE, AT, CH                                         | Children of the Arctic                                     | Nick Brandestini                               | Schweiz                                                     |
| 2014                                                     | Publikumspreis                                           | Zu Ende Leben                                              | Rebecca Panian                                 | Schweiz                                                     |
| 2014                                                     | Publikumspreis Kinderfilmreihe                           | Quatsch und die Nasenbärbande                              | Veit Helmer                                    | Deutschland                                                 |
| 2014                                                     | Kritikerpreis                                            | Svenskjävel                                                | Ronnie Sandahl                                 | Schweden                                                    |
| 2014                                                     | Treatment-Wettbewerb                                     | Änneli                                                     | Christine Wiederkehr                           | Schweiz                                                     |
| 2013                                                     | Internationaler Spielfilm                                | La jaula de oro                                            | Diego Quemada-Díez                             | Spanien                                                     |
| 2013                                                     | Internationaler Dokumentarfilm                           | Lej en familie A/S/                                        | Kaspar Astrup Schroeder                        | Dänemark                                                    |
| 2013                                                     | Deutschsprachiger Spielfilm                              | Finsterworld                                               | Frauke Finsterwalder                           | Deutschland                                                 |
| 2013                                                     | Dokumentarfilm Deutschland, Österreich, Schweiz          | Neuland                                                    | Anna Thommen                                   | Schweiz                                                     |
| 2013                                                     | Publikumspreis                                           | Journey to Jah                                             | Noël Dernesch, Moritz Springer                 | Deutschland                                                 |
| 2013                                                     | Publikumspreis Kinderfilmreihe                           | Believe                                                    | David Scheinmann                               | Vereinigtes Königreich                                      |
| 2013                                                     | Kritikerpreis                                            | Finsterworld                                               | Frauke Finsterwalder                           | Deutschland                                                 |
| 2013                                                     | Treatment-Wettbewerb                                     | Projekt Stürm – Bis ich tot bin oder frei                  | Dave Tucker                                    | Vereinigtes Königreich                                      |
| 2012                                                     | Internationaler Spielfilm                                | Broken                                                     | Rufus Norris                                   | Vereinigtes Königreich                                      |
| 2012                                                     | Internationaler Dokumentarfilm                           | The Imposter                                               | Bart Layton                                    | Vereinigte Staaten                                          |
| 2012                                                     | Deutschsprachiger Spielfilm                              | Am Himmel der Tag                                          | Pola Beck                                      | Deutschland                                                 |
| 2012                                                     | Deutschsprachiger Dokumentarfilm                         | Der Prozess                                                | Gerald Igor Hauzenberger                       | Österreich                                                  |
| 2012                                                     | Publikumspreis                                           | Appassionata                                               | Christian Labhart                              | Schweiz                                                     |
| 2012                                                     | Kritikerpreis                                            | El último Elvis                                            | Armando Bo                                     | Argentinien                                                 |
| 2011                                                     | Internationaler Spielfilm                                | Take Shelter                                               | Jeff Nichols                                   | Vereinigte Staaten                                          |
| 2011                                                     | Internationaler Dokumentarfilm                           | Buck                                                       | Cindy Meehl                                    | Vereinigte Staaten                                          |
| 2011                                                     | Deutschsprachiger Spielfilm                              | Atmen                                                      | Karl Markovics                                 | Österreich                                                  |
| 2011                                                     | Deutschsprachiger Dokumentarfilm                         | Darwin                                                     | Nick Brandestini                               | Schweiz                                                     |
| 2011                                                     | Publikumspreis                                           | Unter Wasser Atmen                                         | Andri Hinnen, Stefan Muggli                    | Schweiz                                                     |
| 2011                                                     | Kritikerpreis                                            | Happy, Happy                                               | Anne Sewitsky                                  | Norwegen                                                    |
| 2010                                                     | Internationaler Spielfilm                                | The Woman with a Broken Nose                               | Srdjan Koljevic                                | Serbien                                                     |
| 2010                                                     | Internationaler Dokumentarfilm                           | Camp Armadillo                                             | Janus Metz                                     | Dänemark                                                    |
| 2010                                                     | Deutschsprachiger Spielfilm                              | Das Lied in mir                                            | Florian Cossen                                 | Deutschland                                                 |
| 2010                                                     | Publikumspreis                                           | Stationspiraten                                            | Mike Schaerer                                  | Schweiz                                                     |
| 2010                                                     | Variety’s New Talent Award                               | Adem                                                       | Hans van Nuffel                                | Belgien                                                     |
| 2010                                                     | Kritikerpreis                                            | Pal Adrienn                                                | Agnes Kocsis                                   | Ungarn                                                      |
| 2009                                                     | Internationaler Spielfilm                                | Wolfy                                                      | Vasilij Sigarev                                | Russland                                                    |
| 2009                                                     | Internationaler Dokumentarfilm                           | The Sound After the Storm                                  | Patrik Soergel, Ryan Fenson-Hood, Sven O. Hill | Vereinigte Staaten                                          |
| 2009                                                     | Deutschsprachiger Spielfilm                              | 66/67 – Fairplay war gestern                               | Carsten Ludwig, Jan-Christoph Glaser           | Deutschland                                                 |
| 2009                                                     | Publikumspreis                                           | Waffenstillstand                                           | Lancelot von Naso                              | Deutschland                                                 |
| 2009                                                     | Variety’s New Talent Award                               | Amreeka                                                    | Cherien Dabis                                  | Vereinigte Staaten, Kuwait, Kanada                          |
| 2009                                                     | Kritikerpreis                                            | Applause                                                   | Pieter Zandvliet                               | Dänemark                                                    |
| 2008                                                     | Debütspielfilm                                           | For a Moment, Freedom                                      | Arash T. Riahi                                 | Deutschland, Türkei                                         |
| 2008                                                     | Nachwuchsspielfilm                                       | Tulpan                                                     | Sergei Dworzewoi                               | Deutschland, Kasachstan, Polen, Russland, Schweiz           |
| 2008                                                     | Nachwuchsdokumentarfilm                                  | Blind Loves                                                | Juraj Lehotský                                 | Slowakei                                                    |
| 2008                                                     | Publikumspreis                                           | The World is Big and Salvation Lurks Around the Corner     | Stephan Komanderev                             | Bulgarien, Deutschland, Ungarn                              |
| 2007                                                     | Debütspielfilm                                           | Chapter 27 – Die Ermordung des John Lennon                 | Jarrett Schaefer                               | Vereinigte Staaten                                          |
| 2007                                                     | Nachwuchsspielfilm                                       | Bikur Hatizmoret                                           | Eran Kolirin                                   | Israel, Frankreich                                          |
| 2007                                                     | Nachwuchsdokumentarfilm                                  | Running With Arnold                                        | Dan Cox                                        | Vereinigte Staaten                                          |
| 2007                                                     | Publikumspreis                                           | Twelve In A Box                                            | John McKenzie                                  | Vereinigtes Königreich                                      |
| 2006                                                     | Debütspielfilm                                           | Omaret Yacoubian                                           | Marwan Hamed                                   | Ägypten                                                     |
| 2006                                                     | Nachwuchsspielfilm                                       | Shortbus                                                   | John Cameron Mitchell                          | Vereinigte Staaten                                          |
| 2006                                                     | Nachwuchsdokumentarfilm                                  | Hammer & Tickle – The Communist Joke Book                  | Ben Lewis                                      | Vereinigte Staaten                                          |
| 2006                                                     | Publikumspreis                                           | The Hip-Hop Project                                        | Matt Ruskin, Scott K. Rosenberg                | Vereinigte Staaten                                          |
| 2005                                                     | Debütspielfilm                                           | The Italian                                                | Andrei Kravchuk                                | Russland                                                    |

## Industry Events

### Zurich Summit
Der Zurich Summit, eingeführt 2014, findet traditionellerweise am ersten Wochenende des Festivals im Hotel Dolder Grand statt. Die Boutique-Konferenz offeriert eine im deutschsprachigen Raum einzigartige Plattform, die hochkarätige Vertreter aus den Bereichen Entertainment und Film mit Investoren und der Finanzwelt zusammenbringt. Die Themen umfassen unter anderem Produktions- und Investmentstrategien, Filmfinanzierung und Risikominimierung, Distribution sowie Europäische Koproduktionen.

### ZFF Academy
Die ZFF Academy, 2006 gegründet unter dem Namen ZFF Master Class, dient der Förderung und Vernetzung von talentierten Regisseuren, Drehbuchautorinnen und/oder Produzenten. Interessierte können sich für einen Platz in der ZFF Academy bewerben. Jedes Jahr werden rund 30 Einladungen ausgesprochen. In manchen Fällen sind Aufnahmen auf YouTube zu finden.
Referenten waren bis zum 19. ZFF (2023) unter anderen:
- Stefan Arsenijević (2011)
- John Battsek (2011)
- Moritz Bleibtreu (2007)
- Joel   Brandeis (2013)
- Costa-Gavras (2008)
- Andreas Dresen (2008)
- Tan Dun (2008)
- Daniel Espinosa (2012)
- Asghar Farhadi (2012)
- Peter Fonda (2008)
- Milos Forman (2010)
- Jennifer Fox (2010)
- Stephen Frears
- Barry Gifford (2010)
- Terry Gilliam (2009)
- Alejandro González Iñárritu (2011)
- Paul Haggis (2011)
- Christopher Hampton (2013)
- Jessica Hausner (2010)
- Todd Haynes (2023)
- Jasmine Hoch (2013)
- Markus Imboden (2013)
- Janine Jackowski (2011)
- Babak Jalali (2023)
- Michael Keaton (2009)
- Ken Loach (2008)
- Michel Merkt (2023)
- Matthew Modine (2007)
- Guneet Monga (2013)
- Crystal Moselle (2023)
- Bettina Oberli (2007)
- Nenad Puhovski (2010)
- Peter Rommel (2008)
- Pietro Scalia (2012)
- Hervé Schneid (2013)
- Michael Shamberg (2012)
- Greg Shapiro (2012)
- Stacey Sher (2013)
- Sylvester Stallone (2008)
- Oliver Stone (2007)
- Dario Suter (2013)
- Tom Tykwer (2012)
- Christine Vachon (2011, 2023)
- Erwin Wagenhofer (2009)
- Jerry Weintraub (2012)
- Benh Zeitlin (2012)
- Vilmos Zsigmond (2010)

## Rahmenveranstaltungen

### ZFF Masters
Die ZFF Masters sind moderierte Gespräche mit bekannten Persönlichkeiten (Regisseurinnen, Drehbuchautoren, Produzentinnen und Schauspielern) aus der internationalen Filmbranche. Das Publikum erhält dabei einen Einblick in ihr kreatives Schaffen und in ihre Haltung als Filmemacher. Die ZFF Masters sind öffentlich zugänglich und richten sich an die Filmbranche sowie an das gesamte Festivalpublikum. Viele Interviews sind nachträglich auf dem ZFF Channel bei YouTube einsehbar.
Referenten waren bis zum 20. ZFF (2024) unter anderen:
- Fatih Akin  (2014)
- Pamela Anderson (2024)
- Jean-Jacques Annaud (2015)
- Olivier Assayas (2016)
- Javier Bardem (2019)
- Iris Berben (2024)
- Tim Bevan (2013)
- Susanne Bier (2014)
- Juliette Binoche (2020)
- Glenn Close (2017)
- Frank Darabont (2012)
- Julie Delpy (2019)
- Jonny Depp (2020)
- Roland Emmerich (2019)
- Charles H. Ferguson (2011)
- Harrison Ford (2013)
- Marc Forster (2013)
- Charlotte Gainsbourg (2022)
- Costa-Gavras (2008)
- Adrian Grenier (2010)
- Luca Guadagnino (2022)
- Michael Haneke (2013)
- Woody Harrelson (2016)
- Ethan Hawke (2023)
- Todd Haynes (2015 u. 2021)
- Florian Henckel von Donnersmarck  (2018)
- Markus Imhoof (2013)
- Ben Kingsley (2022)
- Diane Kruger (2023)
- Jude Law (2024)
- Mike Leigh (2015)
- Rolf Lyssy (2020)
- Mads Mikkelsen (2023)
- Maïwenn (2020)
- Ewan McGregor (2016)
- Ray Parker Jr. (2020)
- Daniel Radcliffe (2016)
- Eddie Redmayne (2022)
- Rob Reiner (2017)
- Julian Schnabel (2018)
- Paul Schrader (2021)
- Til Schweiger (2022, 2020)
- Ulrich Seidl (2014)
- Andy Serkis (2017)
- Greg Shapiro (2012)
- Stacey Sher (2013)
- Howard Shore (2024)
- Paolo Sorrentino (2021)
- Emil Steinberger (2024)
- Michael Steiner (2023)
- Oliver Stone (2019)
- Donald Sutherland (2019, 2018)
- Margarethe von Trotta (2023)
- Alicia Vikander (2017, 2024)
- Harvey Weinstein (2013)
- Wim Wenders (2018)
- Kate Winslet (2024)
- Frederick Wiseman (2014)
- Hans Zimmer (2014)

### Internationaler Filmmusikwettbewerb
Der 2012 erstmals veranstaltete Internationale Filmmusikwettbewerb ist fester Bestandteil des Zurich Film Festivals und wird mit dem Tonhalle-Orchester Zürich in Zusammenarbeit mit dem Forum Filmmusik veranstaltet. Der Wettbewerb richtet sich an noch unbekannte Komponierende weltweit. Die Aufgabe besteht darin, einen Kurzfilm zu vertonen. Die drei besten Einreichungen werden im Rahmen eines Filmmusikkonzertes am Zurich Film Festival uraufgeführt. Eine internationale Fachjury vergibt das mit CHF 10'000 dotierte Goldene Auge für die beste internationale Filmmusik.

### Ehemalige Rahmenveranstaltungen
Treatment-Wettbewerb
Im Jahr 2013 lancierten das Schweizer Radio und Fernsehen (SRF) und Telepool in Zusammenarbeit mit dem Zurich Film Festival einen Treatment-Wettbewerb. Autoren konnten ein Treatment für einen langen Kino- oder Fernsehspielfilm einreichen. Die Arbeit musste einen starken Bezug zur Schweiz aufweisen – sei es inhaltlich, über die Figuren oder durch die produktionellen Bedingungen. Der Preis des Treatment-Wettbewerbs war mit CHF 5'000 dotiert. Zudem erhielt der Gewinner einen Entwicklungsvertrag im Wert von bis zu CHF 25'000 zur Erstellung eines Drehbuchs für einen langen Spielfilm für TV oder Kino.
ZFF 72
ZFF 72 war ein online stattfindender Filmwettbewerb, der bis 2020 vom Zurich Film Festival organisiert wurde. Die Teilnahme war offen für alle Filminteressierten. Bei ZFF 72 hatten die Filmemacher 72 Stunden Zeit, um einen maximal 72-sekündigen Clip zu produzieren. Das Thema dafür gab das Zurich Film Festival vor. Die Wahl des Genres war frei: Erlaubt war alles vom szenischen Film über dokumentarische Formate bis hin zu CGI und Stop-Motion. Zu gewinnen gab es den von einer Fachjury bestimmten Jury Award sowie den Viewers Award, der durch ein Online-Voting ermittelt wurde.